# Blestia sarcocuon
Blestia sarcocuon är en spindelart som först beskrevs av Crosby och Bishop 1927.  Blestia sarcocuon ingår i släktet Blestia och familjen täckvävarspindlar. Inga underarter finns listade.